# Trop d'or
Trop d’or (titre original : Too Much Gold) est une nouvelle américaine de Jack London publiée aux États-Unis en 1903.

## Historique
La nouvelle est publiée initialement dans le périodique Ainslee's Magazine (en) en décembre 1903, avant d'être reprise dans le recueil La Foi des hommes en avril 1904.

## Éditions

### Éditions en anglais
- Too Much Gold, dans le périodique Ainslee's Magazine (en) en décembre 1903.
- Too Much Gold, dans le recueil The Faith of Men & Others Stories, New York ,The Macmillan Co, avril 1904.

### Traductions en français
- Trop d’or, traduit par Louis Postif, in Ric et Rac, hebdomadaire, octobre 1931.

## Sources
- (en) Jack London's Works by Date of Composition
- http://www.jack-london.fr/bibliographie